# José Hornero Gómez
José Hornero Gómez (Toledo, 20 de mayo de 1968) es un diplomático español. Fue Embajador de España en Malí (2020-2023) con concurrencia en Burkina Faso (2021-2023).

## Carrera diplomática
Nació en Toledo. Tras licenciarse en Derecho en el colegio español universitario CEU San Pablo - Universidad Complutense de Madrid, ingresó en la Escuela Diplomática (2002).
Comenzó su carrera diplomática como cónsul en la Embajada de España en Malabo (2003-2004), siendo destinado posteriormente a las embajadas de España en: Seúl (2005-2008) y Manila (2008-2010).
De regreso a Madrid, al Ministerio de Defensa fue Jefe de la Unidad de División de Asuntos Estratégicos y de Seguridad, en la Secretaría General de Política de Defensa (2010-2011), y asesor de Asuntos Internacionales en el Gabinete del Ministro (2011-2016).
De nuevo, fue destinado al Exterior, a la Embajadas de España en Washington D. C. (2016) y Caracas (2016).
Fue nombrado Embajador de España en Malí (2020) y en Burkina Faso (2021). En julio de 2022 fue convocado por el Gobierno de Malí para pedir explicaciones sobre las declaraciones realizados por José Manuel Albares, ministro de AA.EE., en los que no descartaba una intervención de la OTAN en África o la posibilidad de reforzar el flanco sur de la Alianza Atlántica ante la amenaza del yihadismo o la expansión rusa.
Hornero Gómez fue citado para "explicar las inaceptables, antipáticas y reprochables declaraciones del ministro español de Asuntos Exteriores sobre Malí", señaló el ministro de Exteriores maliense, Abdoulaye Diop, en la cadena ORTM7. En respuesta, el embajador español aseguró en nombre del Ministerio de Asuntos Exteriores, Unión Europea y Cooperación (MAEUEC) a las autoridades malienses que "España no ha solicitado ni durante la cumbre ni en ningún otro momento, ninguna intervención, misión o algún tipo de actuación en Malí de la Alianza".

## Distinciones
Ha recibido las siguientes distinciones:
- Gran Cruz al Mérito Militar (2023)[10]
- Cruz de la Orden del Mérito Civil (2006)
- Cruz al Mérito Militar con distintivo blanco (2014)
- Cruz de la Orden de Isabel la Católica (2020)
- Cruz de Plata de la Orden del Mérito de la Guardia Civil (2022)

## Publicaciones
- La diplomacia frente a los retos globales: ¿viejas y nuevas diplomacias?. La ambición estratégica de España. Editorial Dykinson, 2025[11]